# Monica Bellucci

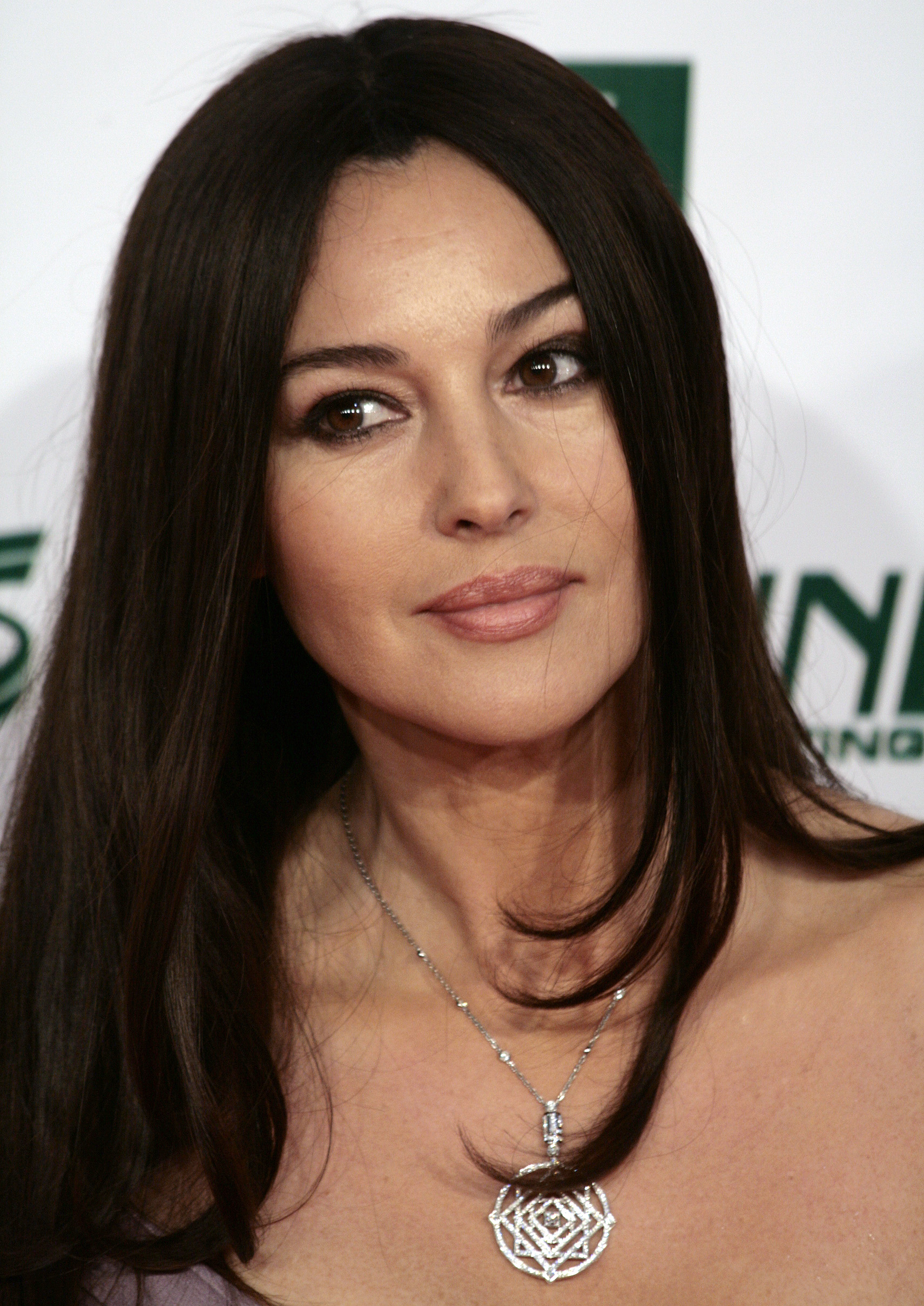
Bellucci bei den Women’s World Awards 2009 in Wien

Monica Anna Maria Bellucci [ˈmɔːnika ˈanːa maˈria beˈlːut͡ːʃi] (* 30. September 1964 in Città di Castello, Umbrien) ist eine italienische Filmschauspielerin und Model.

## Leben
Während sie einige Semester Jura an der Universität Perugia studierte, verdiente Bellucci ihren Unterhalt als Fotomodell. 1988 ging sie nach Mailand, wurde dort von der Agentur Elite unter Vertrag genommen und warb unter anderem für Dolce & Gabbana.
1990 begann sie ihre Filmkarriere. Ihren ersten Auftritt in einem US-amerikanischen Film hatte sie in Bram Stoker’s Dracula (1992). Mit der Rolle in dem französischen Thriller Lügen der Liebe (1996) wurde sie zum Star und auch für den französischen Filmpreis César nominiert.
Monica Bellucci wurde 2003 mit dem Nastro d’Argento in der Kategorie Beste Nebendarstellerin ausgezeichnet. Den Preis erhielt sie für ihre Rolle als Alessia in dem Film Ricordati di me.
Im Alter von 50 Jahren spielte sie die Rolle der Lucia Sciarra in James Bond 007: Spectre (2015) und ist somit die bislang älteste Darstellerin eines Bondgirls. Ihr Schaffen als Schauspielerin für Film und Fernsehen umfasst mehr als 75 Produktionen.

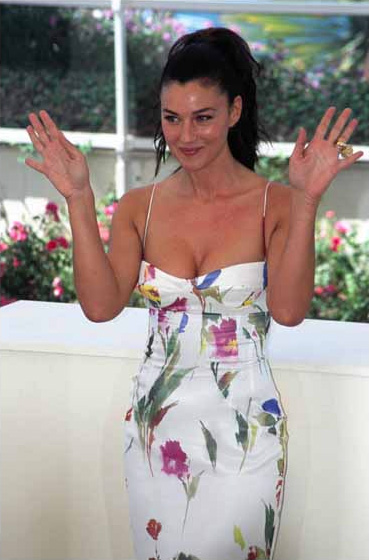
Monica Bellucci bei den Filmfestspielen von Cannes 2002

2017 wurde sie als Moderatorin der Auftaktzeremonie und der abschließenden Preisgala der 70. Internationale Filmfestspiele von Cannes ausgewählt, nachdem sie 2006 bereits als Jurymitglied die Goldene Palme mitvergeben hatte. Im selben Jahr wurde sie in die Academy of Motion Picture Arts and Sciences aufgenommen, die jährlich die Oscars vergibt.
Ihre erste Ehe führte sie mit dem italienischen Fotografen Claudio Basso von 1990 bis 1994. Mit Vincent Cassel, ihrem Filmpartner in Lügen der Liebe, Dobermann, Pakt der Wölfe, Irreversibel und Agents Secrets – Im Fadenkreuz des Todes, war sie von 1999 bis zur Trennung 2013 verheiratet. Sie haben zwei gemeinsame Töchter, Deva und Leonie, die am 12. September 2004 und am 21. Mai 2010 in Rom zur Welt kamen. Im März 2010 posierte Bellucci – im sechsten Monat schwanger – auf dem Cover der italienischen Ausgabe der Zeitschrift Vanity Fair.
Nachdem sie mit Cassel vornehmlich in Rio de Janeiro gelebt hatte, ließ sich Bellucci mit ihren Töchtern in Lissabon nieder, wo sie Ende 2016 nahe dem Castelo de São Jorge ein Haus erwarb. Seit 2023 ist sie mit dem US-amerikanischen Filmemacher Tim Burton liiert, der sie in seinem Spielfilm Beetlejuice Beetlejuice (2024) einsetzte.

## Filmografie (Auswahl)
- 1990: Vita coi figli
- 1991: La Riffa

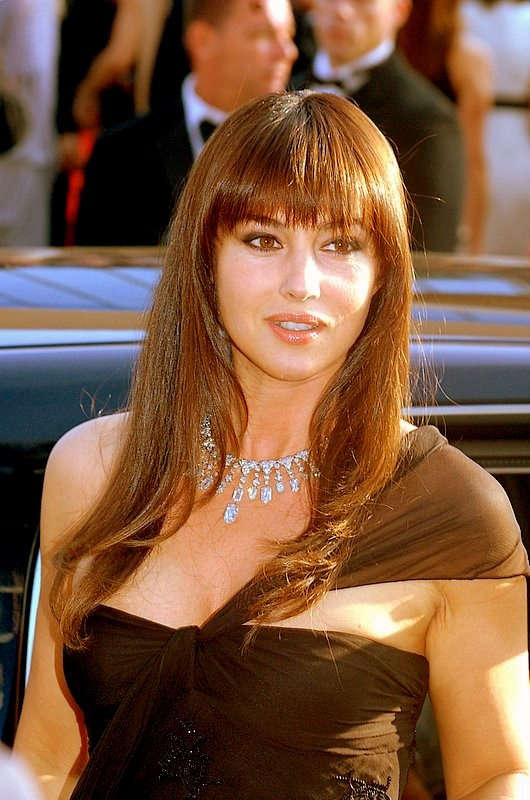
Monica Bellucci beim Cannes Filmfestival 2006

- 1992: Ostinato Destino – Hartnäckiges Schicksal (Ostinato destino)
- 1992: Bram Stoker’s Dracula (Dracula)
- 1994: Briganti: Amore e libertà
- 1994: I mitici – Colpo gobbo a Milano
- 1995: Die Bibel – Josef (Joseph)
- 1995: Free Snowball – Rettet den weißen Wal (Palla di neve)
- 1996: Il cielo è sempre più blu
- 1996: Lügen der Liebe (L’Appartement)
- 1997: Dobermann
- 1997: Mauvais genre
- 1997: Come mi vuoi
- 1997: Stressati
- 1998: Die entfesselte Silvesternacht – The Last New Year’s Eve (L’ultimo capodanno)
- 1999: Unruly (Méditerranées)
- 1999: Ein Fisch namens Ärger (Comme un Poisson Hors de L’eau)
- 2000: Der Zauber von Malèna (Malèna)
- 2000: Under Suspicion – Mörderisches Spiel (Under Suspicion)
- 2000: Franck Spadone (Franck Spadone)
- 2001: Pakt der Wölfe (Le Pacte des Loups)
- 2002: Irreversibel (Irréversible)
- 2002: Asterix und Obelix: Mission Kleopatra (Astérix & Obélix: Mission Cléopâtre)
- 2003: Ricordati di me
- 2003: Matrix Reloaded (The Matrix Reloaded)
- 2003: Matrix Revolutions (The Matrix Revolutions)
- 2003: Tränen der Sonne (Tears of the Sun)
- 2004: Die Passion Christi (The Passion of the Christ)
- 2004: Agents Secrets – Im Fadenkreuz des Todes (Agents secrets)
- 2004: She Hate Me
- 2005: Brothers Grimm (The Brothers Grimm)
- 2005: Wie sehr liebst du mich? (Combien tu m’aimes?)
- 2006: Sheitan
- 2006: N (Io e Napoleone)
- 2006: Liu San – Wächter des Lebens (Le concile de pierre)
- 2007: Shoot ’Em Up
- 2007: Le deuxième souffle
- 2007: Handbuch der Liebe 2 (Manuale d’amore 2)
- 2008: Sanguepazzo
- 2008: L’uomo che ama
- 2009: Pippa Lee (The Private Lives of Pippa Lee)
- 2009: Don’t Look Back – Schatten der Vergangenheit (Ne te retourne pas)
- 2009: Baarìa
- 2010: Rose wie Paris (Rose, c’est Paris, Fernsehfilm)
- 2010: Whistleblower – In gefährlicher Mission (The Whistleblower)
- 2010: Duell der Magier (The Sorcerer’s Apprentice)
- 2011: Manuale d’amore 3
- 2011: Ein brennender Sommer (Un été brûlant)
- 2012: Gergedan Mevsimi – Jahreszeit des Nashorns (Fasle kargadan)
- 2013: Eine Hochzeit und andere Hindernisse (Des gens qui s’embrassent)
- 2014: Land der Wunder (Le meraviglie)
- 2014: Na Quebrada
- 2015: Ville-Marie
- 2015: James Bond 007: Spectre (Spectre)
- 2016: Mozart in the Jungle (Fernsehserie, 5 Folgen)
- 2016: On the Milky Road (Na mlečnom putu)
- 2017: Twin Peaks (Fernsehserie, Folge 1x14)
- 2018: Nekrotronic
- 2018: Call My Agent! (Dix pour cent, Fernsehserie, 2 Folgen)
- 2019: Spider in the Web
- 2019: Die schönsten Jahre eines Lebens (Les plus belles années d’une vie)
- 2020: Der Mann, der seine Haut verkaufte (The Man Who Sold His Skin)
- 2021: Les fantasmes
- 2021: Die Legende der Weihnachtshexe (La Befana vien di notte: Le origini)
- 2021: L’amour flou (Fernsehserie, 9 Folgen)
- 2022: Memory – Sein letzter Auftrag (Memory)
- 2022: Siccità
- 2022: Diabolik – Ginko all'attacco!
- 2022: Le Late avec Alain Chabat (Fernsehserie, Folge 1x10)
- 2023: Mafia Mamma
- 2023: Diabolik ist nicht zu fassen (Diabolik chi sei?)
- 2024: Paris Paradies (Paradis Paris)
- 2024: Beetlejuice Beetlejuice

## Auszeichnungen
Globo d’oro

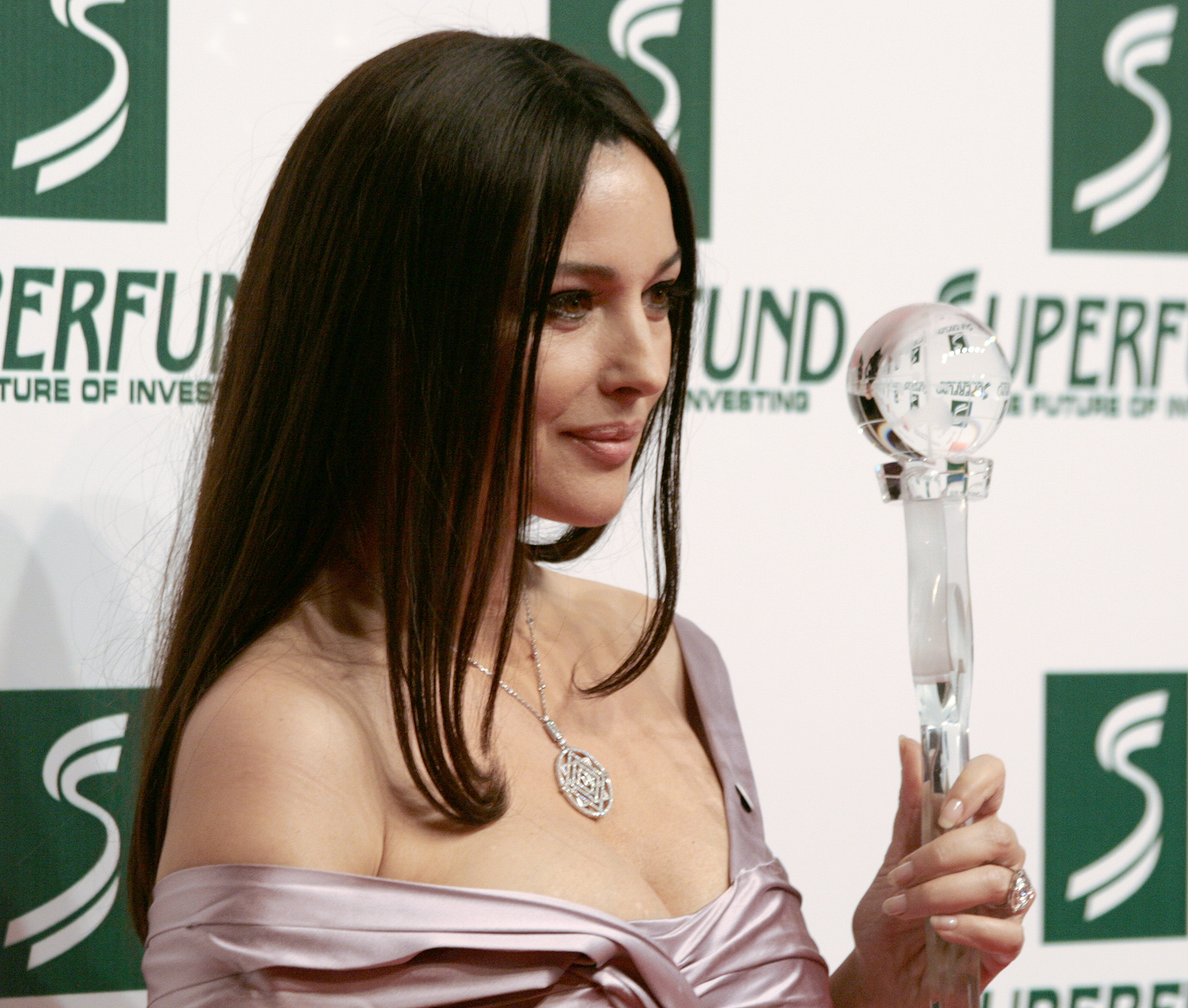
Bellucci mit ihrem Women’s World Award als World Actress in Wien (2009)

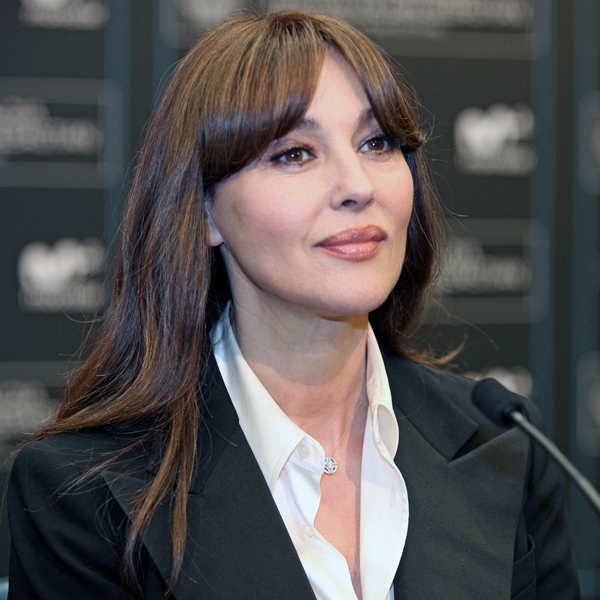
Monica Bellucci 2017 beim Filmfestival San Sebastián, wo sie für ihr Lebenswerk ausgezeichnet wurde.

- 1998: Beste Hauptdarstellerin für Die entfesselte Silvesternacht
- 2005: Globo d’oro europeo
- 2024: Globo d’oro; Preis für das Lebenswerk[7]

Nastro d’Argento
- 2003: Beste Nebendarstellerin für Ricordati di me
- 2005: nominiert in der Kategorie Beste Nebendarstellerin für Die Passion Christi
- 2007: nominiert in der Kategorie Beste Nebendarstellerin für N – Napoléon

Women’s World Award
- 2009: World Actress Award

Premio Vittorio De Sica
- Verleihung 2010

Ciak d’oro
- 2014: Super Ciak d’oro

David di Donatello
- 2003: nominiert in der Kategorie Beste Nebendarstellerin für Ricordati di me
- 2021: Spezialpreis

César
- 1997: nominiert in der Kategorie Beste Nachwuchsdarstellerin für Lügen der Liebe

Magritte
- 2020: Ehrenpreis

Cinescape Genre Face of the Future Award
- 2003: nominiert in der Kategorie Beste Frau für Matrix Reloaded und Matrix Revolutions

Europäischer Filmpreis
- 2001: nominiert für den Publikumspreis in der Kategorie Beste Darstellerin für Der Zauber von Malèna

MTV Movie Awards
- 2004: nominiert in der Kategorie Best Kiss (mit Keanu Reeves) für Matrix Reloaded

Saturn Award
- 2003: nominiert in der Kategorie Beste Nebendarstellerin für Pakt der Wölfe

Teen Choice Awards
- 2003: nominiert in der Kategorie Choice Movie Female Breakout Star für Matrix Reloaded und Tränen der Sonne